# Mikola Azàrov
Mikola Azàrov en (ucraïnès: Мико́ла Я́нович Аза́ров, Mikola Iànovitx Azàrov; nom de naixement: Nikolai Iànovitx Pakhlo; rus: Никола́й Я́нович Пахло; nascut el 17 de desembre de 1947) és un polític ucraïnès que va ser el Primer Ministre d'Ucraïna des de l'11 de març de 2010 fins al 27 de gener de 2014. També va ser el Primer Vice Primer Ministre i el Ministre de Finances des de 2002 al 2005 i de nou del 2006 al 2007. Azàrov també exercí ex officio com a Primer Ministre en el primer govern de Víktor Ianukòvitx.
Azàrov succeí Ianukòvitx com a líder del Partit de les Regions, i va ser designat Primer Ministre el març de 2010. Després de setmanes de protestes dels Euromaidans i amb els aldarulls al carrer Hrushevskoho del 2014, on molts civils moriren, Mikola Azàrov presentà una carta de dimissió el 28 de gener de 2014.

## Biografia
Azàrov nasqué a Kaluga a Rússia de pares estonians i russos Yan Robertovich Pakhlo i Yekaterina Kvasnikova com Nikolay Pakhlo. Quan es va casar, la seva dona, Lyudmila Azarova, va adoptar el seu cognom. Azàrov estudià a la Universitat Estatal de Moacou i es doctorà en geologia i mineralogia el 1971. El 1984 va ser director de l'Institut Geològic d'Ucraïna.
l'any 1994 Azàrov va ser elgit membre del Verkhovna Rada (el Parlament d'Ucraïna) va donar suport al president Leonid Kutxma.

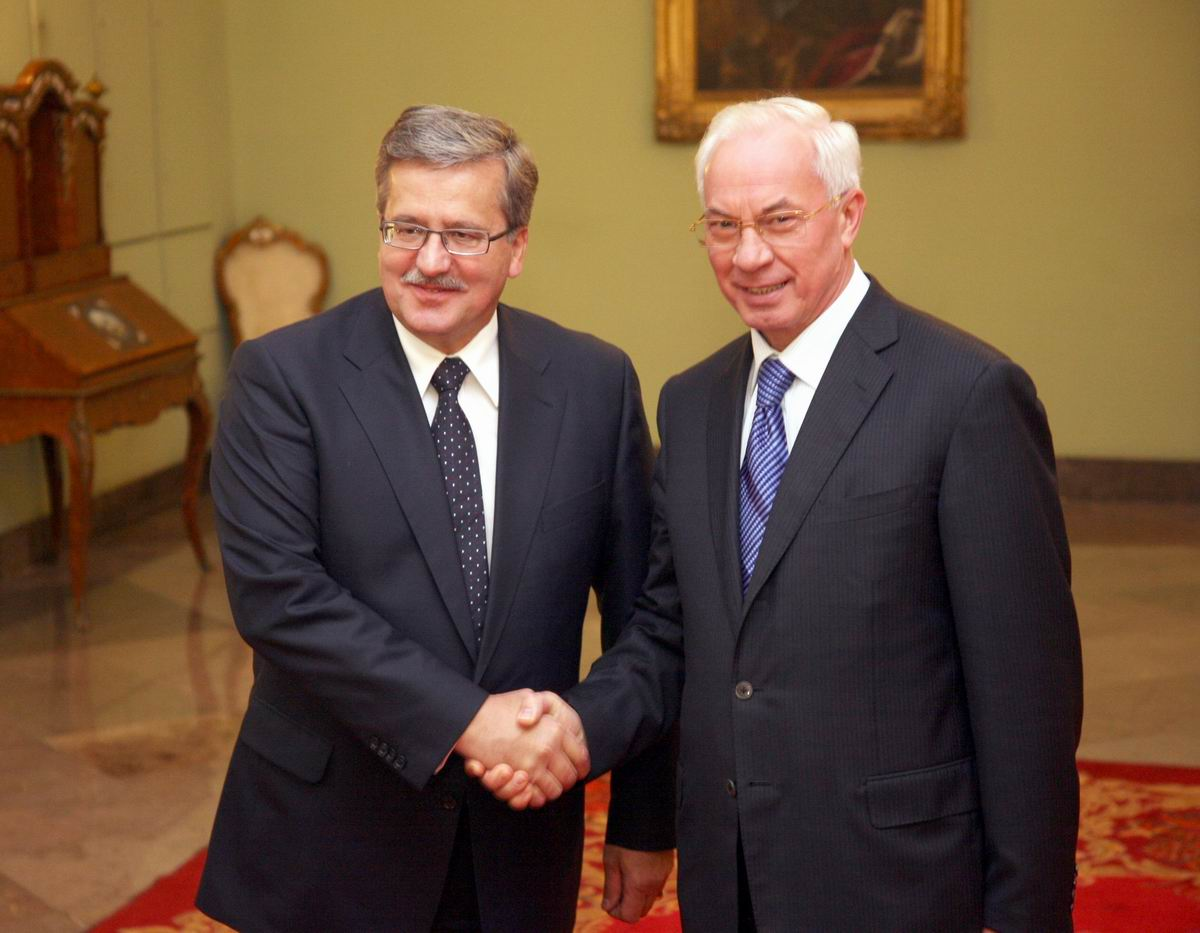
El President de Polònia Bronisław Komorowski i Azàrov (30 de setembre de 2010)

Per les eleccions presidencials de 2010 va ser elegit President d'Ucraïna,